# Georges Rizet
Pour les articles homonymes, voir Rizet.
Georges Rizet, né à Ciry-le-Noble dans le département de Saône-et-Loire le 8 décembre 1914, mort à La Tronche (Isère) le 25 février 2005, est un généticien français. Il est, avec Boris Ephrussi, Philippe L'Héritier et Georges Teissier, l’un des fondateurs de l’enseignement universitaire de la génétique en France. Il a initié de nouveaux champs de recherche qui ont contribué à modifier notre compréhension du vivant. Il s’est aussi attaché à développer une recherche agronomique autonome en Afrique. Personnalité originale et atypique, il était peu soucieux des honneurs et de sa notoriété et, de ce fait, celle-ci n’est pas à la mesure de sa contribution scientifique.

## Biographie
Issu d’un milieu ouvrier, il est orienté vers l’École Normale d’Instituteurs de Moulins (Allier). Enseignant à l’École Primaire Supérieure de Gannat (Allier), puis surveillant à l’École Normale d’Instituteurs de Saint-Lô, il suit en même temps les certificats de Zoologie et de Botanique, termine sa licence et passe un diplôme d’études supérieures à l’Université de Caen en 1937. Une bourse lui permettra de préparer, à mi-temps, une thèse de doctorat d’État, obtenu en 1943, sur la génétique des champignons. Il est nommé chef de travaux en 1945, puis professeur d’Université en 1954 (deuxième chaire de Génétique en France). Il fonde en 1963 à la Faculté des Sciences d’Orsay, avec Philippe L'Héritier et Jean Chevaugeon, le Groupe des Laboratoires de Biologie Expérimentale qui deviendra, en 1966, l’Institut de Génétique, un des premiers laboratoires associés créés par le CNRS en Biologie. Il le dirigera jusqu'en 1974.

## L’enseignant
L’enseignement universitaire de la génétique a souffert en France de la prédominance des théories lamarckiennes jusqu’au milieu du XXe siècle. Une chaire de génétique avait été créée dès 1908 à Cambridge pour William Bateson. Mais la première chaire de génétique française n’est attribuée (à la Sorbonne) qu’en 1945, à Boris Ephrussi, un pionnier dans l’étude du fonctionnement des gènes. Georges Rizet crée alors le premier enseignement pratique de génétique de France. Une fois nommé professeur, il enseignera la génétique à la Sorbonne, puis à la faculté des sciences d’Orsay, où il pratiqua une méthode originale de pédagogie interactive faisant appel au raisonnement plutôt qu’à la mémoire.

## Apports scientifiques
Georges Rizet a d’abord développé sa propre équipe de recherches à Paris, dans le laboratoire de Boris Ephrussi à l’Institut de Biologie Physico-chimique (Fondations Edmond de Rothschild). Avec Boris Ephrussi, Philippe L'Héritier et Piotr Slonimski, Rizet fait partie de cette école de généticiens français qui a centré ses études sur des cas d’hérédité qui échappaient aux règles de transmission mendélienne. Observateur perspicace, il savait détecter des phénomènes inattendus qui pouvaient refléter des aspects encore inconnus de la complexité du vivant. Georges Rizet a joué un rôle important dans l'essaimage de la génétique en France, à la fois sur le plan de l'enseignement et sur celui de la recherche. Il a introduit comme matériel d’étude les champignons ascomycètes Podospora anserina  et Ascobolus immersus. Il a aussi permis l'émergence d'une école allemande qui s'est investie dans des recherches sur P. anserina, à la suite du stage post-doctoral de Karl Esser dans son laboratoire au début des années 1950.
Il a ouvert quatre grands thèmes de recherche, dont il a confié ensuite l’étude à ses élèves, et soutenu le développement d’un cinquième.

### Sénescence
Il observa que les souches de P. anserina n’avaient pas une croissance illimitée, mais une « longévité » définie, variant d’une souche à l’autre. Il a appelé sénescence cet arrêt inéluctable de la croissance et démontré le caractère héréditaire, par voie cytoplasmique, de cette longévité . Son élève Denise Marcou en précisa les caractéristiques cytoplasmiques et montra le rôle de la température dans l’expression et la reversibilité de l’état sénescent. L’analyse moléculaire sera poursuivie, au Centre de génétique moléculaire (CGM) de Gif-sur-Yvette (CNRS), par Léon Belcour, France Koll, Corinne Vierny et Annie Sainsard. Leurs travaux révèleront que la sénescence de P. anserina est due à l’instabilité intrinsèque de l’ADN mitochondrial qui joue également un rôle important en pathologie humaine .

### Incompatibilité
Ayant observé qu’à la ligne de contact entre certaines souches d’origine géographique différente de P. anserina se produisait un bourrelet, dénommé « « barrage », il identifia plusieurs gènes responsables de cette incompatibilité. Leur étude a conduit à la thèse de Jean Bernet. Avec Janine Beisson-Schecroun, il montra que pour l’une de ces interactions, entre les allèles S et s, le barrage résultait d’une incompatibilité entre leurs cytoplasmes et qu’au gène s pouvaient être associés deux « états » cytoplasmiques alternatifs stables, s et sS, respectivement incompatible et compatible avec le cytoplasme S, l’état « s » étant infectieux et convertissant rapidement les cellules sS en s,. Grâce aux études développées ensuite à l’Université de Bordeaux II par Jean Bernet puis Joël Bégueret et ses élèves, en particulier Sven Saupe,, les états s et sS ont été caractérisés comme résultant de deux états alternatifs d'un prion.
P. anserina est ainsi devenu un organisme modèle pour l'étude des prions.

### Recombinaison génétique
L’analyse fine d’anomalies dans la transmission des gènes contrôlant la couleur des ascospores d’A. immersus l’a conduit, avec son élève Pascal Lissouba, au concept d’unité polarisée de recombinaison génétique, indiquant que les échanges entre les chromosomes pendant la reproduction sexuée impliquent des sites spécifiques. Ceci sera démontré physiquement 29 ans plus tard. Ces études, poursuivies par l’équipe de son élève Jean-Luc Rossignol à Orsay (Université Paris XI), ont participé à l’élaboration des modèles moléculaires qui décrivent l’interaction entre les molécules d’ADN de chaque partenaire pendant la recombinaison génétique,

### Hyper-mutation et transposition
Avec son élève Bernard Decaris, il a étudié chez A. immersus des phénomènes d’hyper-mutation, et caractérisé les premiers cas d’instabilité génétique dus à des transposons chez les champignons filamenteux .

### Cytogénétique de la méiose
En outre, il a toléré puis soutenu le développement d’une approche génétique de la méiose, initiée par son élève Denise Zickler en collaboration ultérieure avec Gérard Leblon. Cette étude, fondée d’abord sur la caractérisation de nombreux mutants de recombinaison, a permis, grâce au développement de la biologie moléculaire et d’une imagerie performante, de faire du champignon Sordaria macrospora un modèle d’étude des relations appariement/recombinaison,
De manière remarquable, la plupart des problématiques soulevées par l’intuition de Georges Rizet, pour certaines il y a plus de 60 ans, sont encore au cœur de recherches actuelles.

## Contribution au développement agronomique en Afrique
Georges Rizet a joué un rôle important dans l’essaimage de la génétique en France, à la fois sur le plan de l’enseignement et sur celui de la recherche. Il a en outre, et bien avant le concept de développement durable, contribué à l’essor de recherches en vue de l’amélioration de l’agriculture locale à Madagascar, au Sénégal et en Côte d’Ivoire. Nommé en 1963 Conseiller Scientifique à l’Office de la recherche scientifique et technique outre-mer (ORSTOM), devenu l'Institut de recherche pour le développement (IRD), il a supervisé des travaux portant sur la génétique du coton et du café, avec le souci d’impulser un développement autonome de ces recherches en Afrique. Plusieurs thèses sont issues de cette collaboration et certains de ses élèves (notamment Pascal Lissouba et Bakary Touré) ont assumé des responsabilités importantes dans la recherche et l’enseignement supérieur dans l’ex Congo-Brazzaville et en Côte d’Ivoire.